# Euodynerus sulphuripes
Euodynerus sulphuripes är en stekelart som först beskrevs av Mor.  Euodynerus sulphuripes ingår i släktet kamgetingar, och familjen Eumenidae. Inga underarter finns listade i Catalogue of Life.